# Contea di Coffee (Alabama)
La contea di Coffee, in inglese Coffee County, è una contea dello Stato dell'Alabama, negli Stati Uniti. La popolazione al censimento del 2010 era di 49 948 abitanti. Il capoluogo di contea è Elba.
Si tratta di una dry county, ma in alcune città è permessa la vendita di alcolici.

## Geografia fisica
La contea si trova nella parte sud-orientale dell'Alabama. Lo United States Census Bureau certifica che l'estensione della contea è di 1 762 km², di cui 1 759 km² composti da terra e i rimanenti 3 km² costituiti da acque interne.
Il fiume Pea, il più grande affluente del fiume Choctawhatchee, scorre nella contea. Diversi piccoli affluenti del fiume Pea, tra cui Double Bridges, Tight Eye, Beaverdam, Whitewater, Big, e Steep Head, intersecano la contea.

### Contee confinanti
- Contea di Pike - nord
- Contea di Dale - est
- Contea di Geneva - sud
- Contea di Covington - ovest
- Contea di Crenshaw - nord-ovest

## Storia
La Contea di Coffee fu creata da un atto della Legislatura dello Stato dell'Alabama il 29 dicembre 1841 e prese il nome dal generale John Coffee, che combatté la guerra Creek. Originariamente parte della contea di Dale, il primo confine della contea di Coffee si estendeva fino alla Florida. Nel 1868, il confine meridionale della contea fu utilizzato nella formazione della contea di Geneva. Il primo capoluogo di contea fu Wellborn, ma in seguito, nel 1852, fu trasferito a Elba. Durante il XIX e l'inizio del XX secolo, la contea di Coffee era una delle principali aree di coltivazione del cotone, ma l'arrivo del punteruolo nel 1915 rovinò l'industria. Dopo che il raccolto di cotone fu completamente distrutto nel 1916, gli agricoltori della contea di Coffee furono costretti a trasferirsi in un nuovo raccolto.
John Pittman, ispirato dalle ricerche di George Washington Carver, diede il via al raccolto di arachide nell'area; l'esperimento si rivelò un successo. Nel 1936 l'Amministrazione per la Sicurezza delle Fattorie del Governo Federale, nel tentativo di aumentare i prezzi agricoli, acquistò 32 000 acri di terra sul confine orientale della contea di Coffee che progettarono di trasformare in una riserva naturale. Conosciuta come la fattoria degli orsi, nel gennaio 1942 il terreno fu trasferito al Dipartimento di Guerra per servire da addestramento ai soldati durante la seconda guerra mondiale. Nominato "Camp Rucker" per il colonnello confederato Edmund Rucker, la base d'addestramento cambiò nome in Fort Rucker nel 1955. Nel marzo 2007 la contea divenne tristemente nota a causa della distruzione dell'Enterprise High School e la morte di otto studenti, causate da un tornado.

## Società

### Evoluzione demografica

Grafico delle fasce di età in base al censimento del 2000

Abitanti censiti (migliaia)

### Tradizioni e folclore
Ogni primavera la città di Enterprise ospita il Piney Woods Art Festival, che include arte locale, cibo e spettacoli dal vivo.

## Istruzione
Il sistema scolastico della contea di Coffee County impiega attualmente 117 insegnanti che guidano quasi 2 000 studenti in quattro scuole. Inoltre, l'Elba City School System impiega 62 insegnanti che guidano circa 1 000 studenti in tre scuole, e l'Enterprise City School System impiega 336 insegnanti che istruiscono quasi 5 300 studenti in dieci scuole. La contea include anche due scuole private frequentate da diciotto insegnanti e circa 220 studenti.

## Economia
La contea di Coffee ha avuto un'economia prevalentemente agricola durante il diciannovesimo e l'inizio del ventesimo secolo. Sebbene molti agricoltori allevassero maiali e bovini, il raccolto principale era il cotone. Nel 1915, l'arrivo del punteruolo cambiò per sempre l'economia della contea. Quell'anno venne distrutto oltre il 60% del raccolto. L'anno seguente, gli agricoltori piantarono un'enorme raccolta di cotone e tentarono di combattere il punteruolo, ma questi sforzi fallirono e praticamente l'intero raccolto di cotone fu distrutto. I coltivatori della Contea di Coffee furono così costretti a cercare un altro raccolto di base e si dedicarono alle arachidi. Nel 1917, gli agricoltori della contea crebbero e raccolsero il più grande raccolto di arachidi (più di un milione di bushel) di qualsiasi altra contea della nazione, e le arachidi rimasero il raccolto monetario più importante della contea.

### Occupazione
La forza lavoro nell'attuale contea di Coffee è suddivisa tra le seguenti categorie professionali:
- Servizi educativi, assistenza sanitaria e assistenza sociale (20,2%)
- Commercio al dettaglio (14,6%)
- Produzione (12,9%)
- Trasporto, magazzinaggio e servizi di pubblica utilità (7,6%)
- Pubblica amministrazione (7,5%)
- Costruzione (7,1%)
- Servizi professionali, scientifici, di gestione, amministrativi e di gestione dei rifiuti (6,3%)
- Finanza, assicurazione, immobiliare, noleggio e leasing (5,7%)
- Arte, intrattenimento, svago, servizi di alloggio e ristorazione (5,7%)
- Altri servizi, ad eccezione della pubblica amministrazione (4,5%)
- Agricoltura, silvicoltura, pesca, caccia ed estrattiva (4,1%)
- Commercio all'ingrosso (2,8%)
- Informazioni (0,8%)

## Infrastrutture e trasporti

### Principali strade e autostrade
- U.S. Highway 84
- State Route 27
- State Route 51
- State Route 87
- State Route 88
- State Route 92

### Aeroporti
Nella contea sono presenti due aeroporti: il Carl Folsom Airport e l'Enterprise Municipal Airport.

## Comuni[9]
- Elba (capoluogo) - city
- Enterprise (parte di Enterprise si trova nella contea di Dale) - city
- Kinston - town
- New Brockton - town